# Irene Ryan

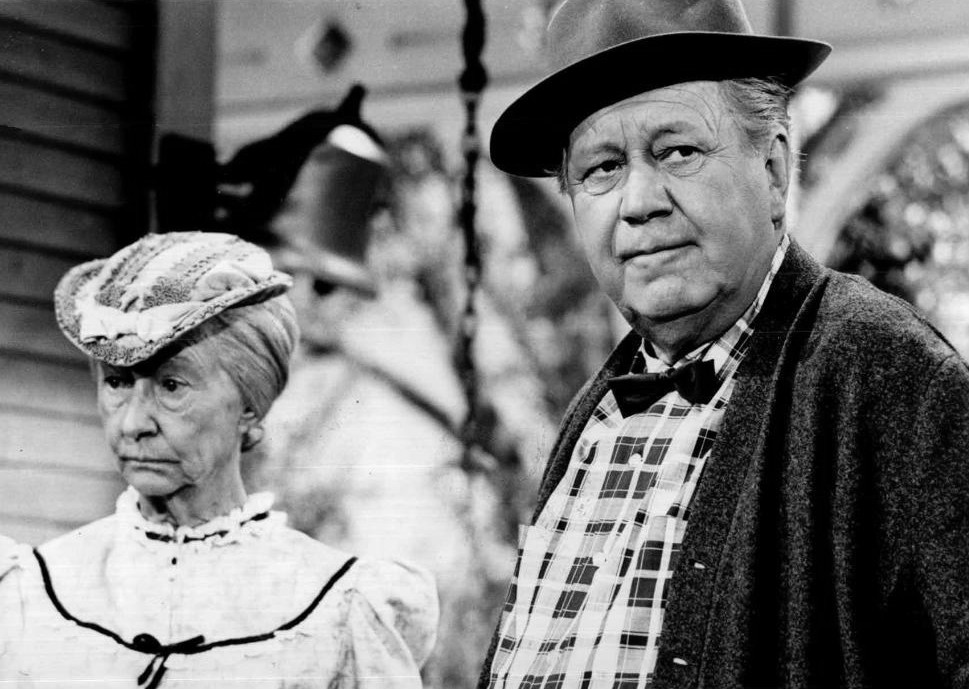
Irene Ryan tillsammans med Edgar Buchanan under ett TV-program 1968

Irene Ryan (eg. Irene Riordan), född 17 oktober 1902 i El Paso, Texas, död 26 april 1973 i Santa Monica, Kalifornien, var en amerikansk skådespelerska.
I början av sin karriär uppträdde hon i varietéer och på radio tillsammans med sin förste make, Tim Ryan. 
Hon gjorde många sarkastiska, roliga roller i filmer i början på 1940-talet, bland vilka märks Melody for Three (1941), San Diego I Love You (1944) och En kammarjungfrus memoarer (1946). Sin största framgång hade som den piprökande Granny Clampett i den populära TV-serien The Beverly Hillbillies (1962-1970).